# Инальцино
Инальцино — деревня Борисоглебского района Ярославской области России, административный центр Инальцинского сельского поселения. 

## География
Расположено в 13 км на юго-запад от райцентра посёлка Борисоглебский.

## История
В конце XIX — начале XX деревня входила в состав Березниковской волости Ростовского уезда Ярославской губернии. В 1885 году в деревне было 18 дворов.
С 1929 года деревня входила в сосав Андреевского сельсовета Борисоглебского района, с 2005 года — центр Инальцинского сельского поселения.

## Население
| 1859 | 2007 | 2010 |
| ---- | ---- | ---- |
| 74   | ↗157 | ↗161 |

## Инфраструктура
В деревне имеются детский сад, дом культуры, отделение почтовой связи.